# Resolució 1211 del Consell de Seguretat de les Nacions Unides
La Resolució 1211 del Consell de Seguretat de les Nacions Unides fou adoptada per unanimitat el 25 de novembre de 1998. Després de considerar un informe del secretari general Kofi Annan quant a la Força de les Nacions Unides d'Observació de la Separació (UNDOF), el Consell va ampliar el seu mandat per sis mesos més fins al 31 de maig de 1999.
La resolució va decidir fer una crida a les parts interessades perquè apliquessin immediatament la Resolució 338 (1973) i va sol·licitar que el Secretari General presentés un informe sobre la situació al final d'aquest període.
L'informe del Secretari General, de conformitat amb la resolució anterior sobre la UNDOF, deia que la situació entre Israel i Síria havia romàs tranquil·la, encara que la situació a l'Orient Mitjà romania en perill fins que es pogués arribar a un acord.